# Australflöter

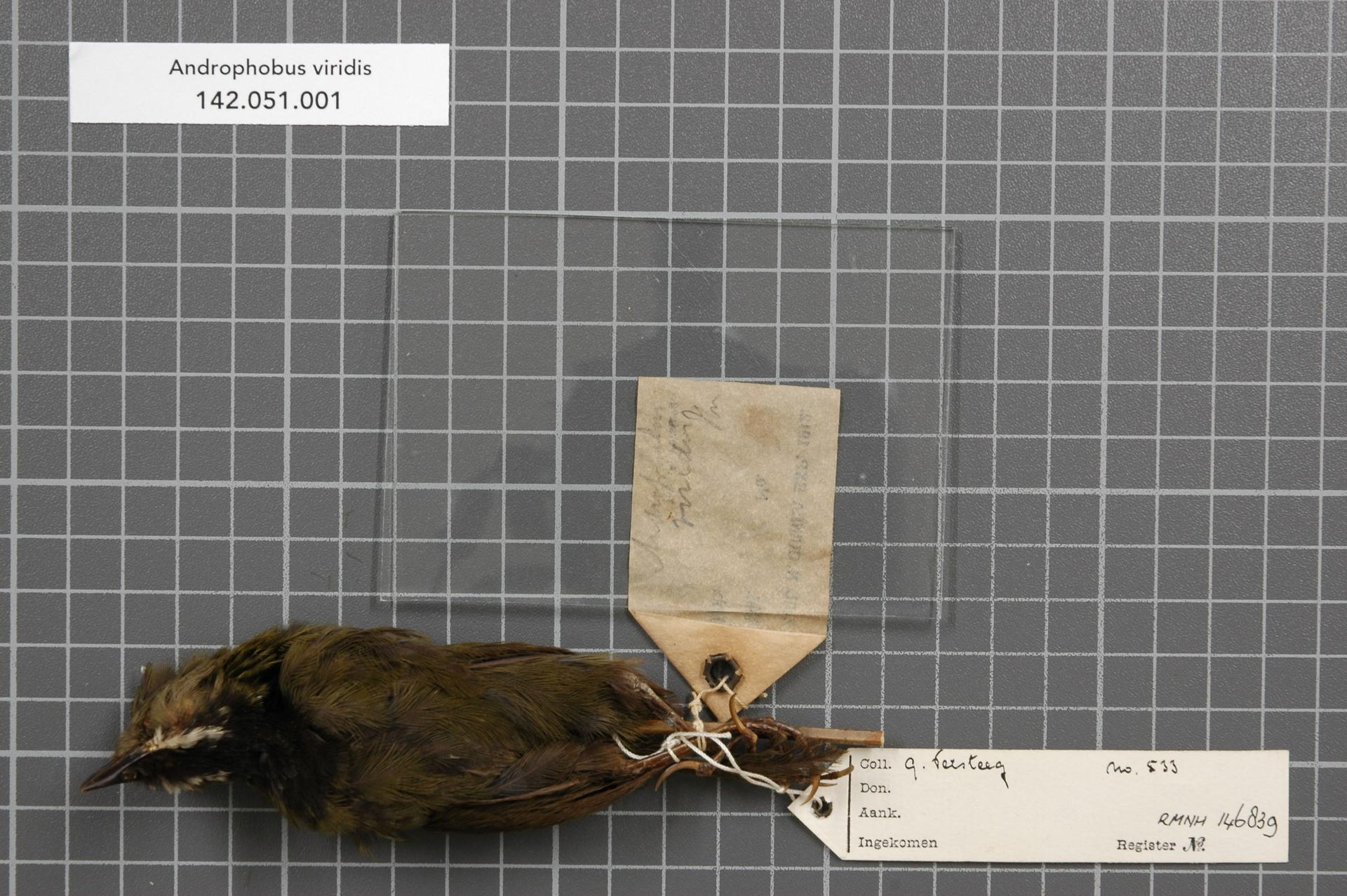
Balg des Grünflöters (Androphobus viridis) aus dem Museum Naturalis

Die Australflöter (Psophodidae) sind eine artenarme Singvogelfamilie. Sie umfasst die Gattung Androphobus mit einer Art, die in Neuguinea vorkommt, und die Gattung Psophodes mit sechs Arten, die in Australien vorkommen.

## Merkmale
Die Australflöter erreichen Körperlängen von 16,5 bis 30 cm. Kehle und Wangenstreif sind weiß und die Psophodes-Arten sind durch eine Haube charakterisiert. Die Flügel sind kurz, der lange Schwanz ist abgestuft. Der mittelgroße Körper ist zylindrisch eiförmig. Der mittelkurze Schnabel ist stämmig, spitz und sehr leicht gebogen. Der Kopf ist klein bis mittel. Der Hals ist mittelkurz und dick. Die Beine und Füße sind mittellang und kräftig. Die Geschlechter ähneln sich.

## Systematik

### Äußere Systematik
Die Australflöter befinden sich im Kern der adaptiven Corvoidea-Radiation von Singvögeln. Die Verwandtschaftsbeziehungen der Familien innerhalb dieser Gruppe sind nicht vollständig geklärt, aber molekularphylogenetische Analysen haben gezeigt, dass sich die Australflöter deutlich von den Drosselflötern unterscheiden, mit denen sie früher als verwandt galten. Sie könnten eine Schwestergruppe der Beerenfresser oder der Vireos sein.

### Innere Systematik
Es werden folgende Gattungen und Arten unterschieden:
- Androphobus
  - Grünflöter (Androphobus viridis)

- Psophodes
  - Schwarzschopfflöter (Psophodes olivaceus)
  - Schwarzkehlflöter (Psophodes nigrogularis)
  - Weißbauchflöter (Psophodes leucogaster)
  - Glockenflöter (Psophodes occidentalis)
  - Buschflöter (Psophodes cristatus)

## Lebensraum
Die Lebensräume der Australflöter reichen von dichtem tropischen Regenwald bis zu trockenem Buschland.

## Nahrungsverhalten
Die meisten Australflöter ernähren sich hauptsächlich von Insekten und anderen wirbellosen Tieren, einschließlich Schnecken. Der Schwarzschopfflöter (Psophodes olivaceus), die bei weitem bekannteste Art, nimmt gelegentlich Samen, Triebe und Früchte zu sich. Alle Arten verbringen die meiste Zeit ihrer Nahrungssuche auf dem Boden, indem sie mit ihren Schnäbeln Blattstreu und Erde umdrehen, aber manchmal klettern sie auch überhängende Zweige hinauf, wo sie Rindenspalten untersuchen.

## Fortpflanzungsverhalten
Australflöter sind monogam mit biparentaler Brutpflege. Nester sind in der Regel einfache Näpfe, die aus Gras, Zweigen und anderem Pflanzenmaterial errichtet werden. Weibchen legen in der Regel ein bis drei Eier. Die Brutzeit für beide Geschlechter oder nur für das Weibchen dauert 14 bis 21 Tage, und die Nestlinge verlassen das Nest 10 bis 12 Tage nach dem Schlupf. Sowohl das Männchen als auch das Weibchen versorgen das Küken mit Nahrung, und die Jungen werden nach dem Flüggewerden mindestens zwei Monate lang gefüttert.

## Status
Der Grünflöter wird von der IUCN in die Kategorie „unzureichende Datenlage“ (data deficient) klassifiziert. Er ist nur von wenigen weit verstreuten Örtlichkeiten in den Bergen Neuguineas bekannt, und eine fundierte Einschätzung seines Erhaltungszustands erfordert weitere Informationen. Der potentiell gefährdete Schwarzkehlflöter ist auf einige wenige, weit verstreute Lokalitäten in Südaustralien beschränkt, wo ein Großteil des trockenen Buschwaldes, den er bevorzugt, gerodet wurde und die übrigen Bestände durch Waldbrände bedroht sind.